# Osman Pascha (Patrona)

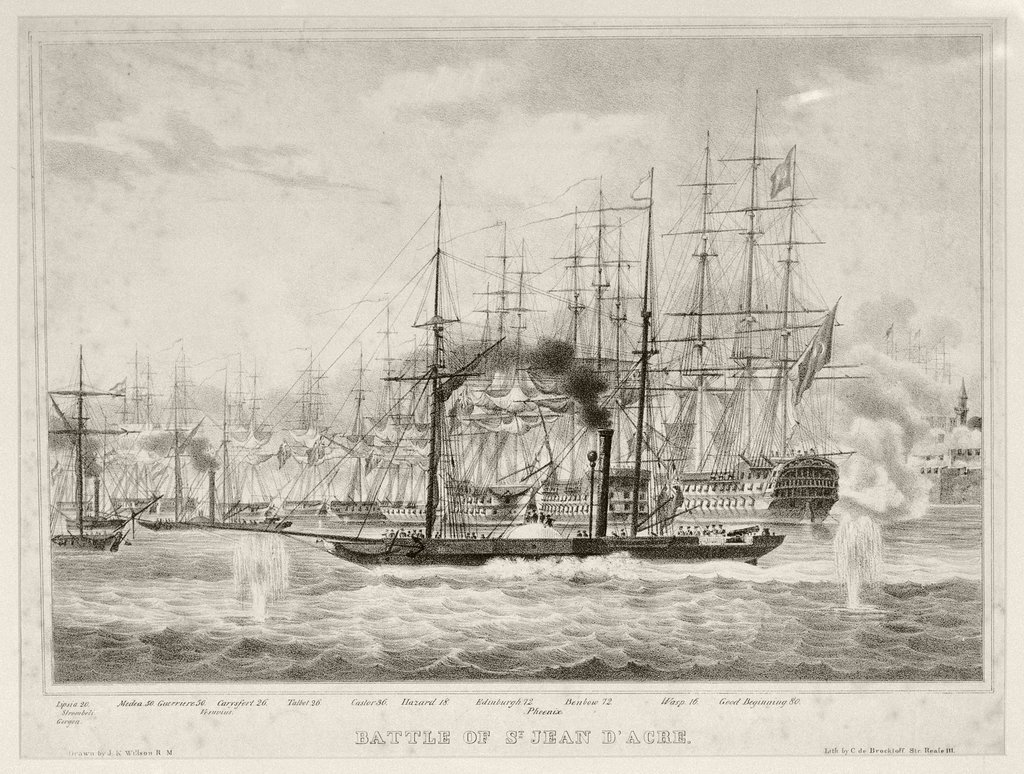
Osmanisches Linienschiff beim Beschuss von Akko (1840): Durch seine Teilnahme avancierte Osman Pascha zum Vizeadmiral (Patrona).

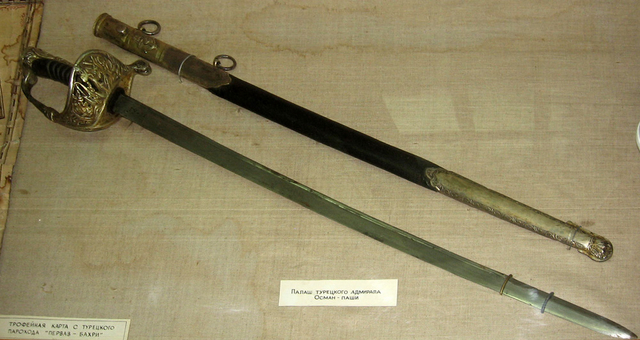
Der Säbel Osman Paschas fiel nach der Niederlage bei Sinope in russische Hände (1853)

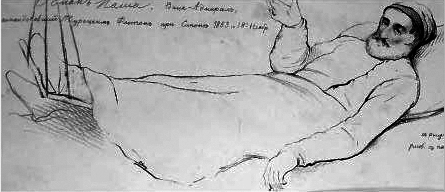
Patrona Osman Pascha (1854) als Kriegsgefangener in Sewastopol

Osman Pascha (* 1785, 1792 oder 1798; † 1860 oder nach 1876), auch bekannt als Patrona Osman Pascha, war ein osmanischer Marineoffizier, zuletzt im Range eines Vizeadmirals (Patrona).

## Leben und Wirken
Osman trat früh in den Seedienst ein, durchlief in der Marine Mehmed Alis von Ägypten bald die unteren Grade und nahm 1827 als Kommandant einer Brigg teil an der Schlacht von Navarino. Um 1830 erhielt er den Befehl über eine ägyptische Fregatte und trat später in osmanischen Dienst. Im Jahr 1839, beim Überlaufen der von Kapudan Pascha Ahmad Fawzi befehligten osmanischen Flotte zu den Ägyptern, war er bereits Konteradmiral (Riyale); nach dem Bombardement von St. Jean d’Acre (Akko), wo er 1840 ein türkisches Linienschiff kommandierte, avancierte er zum Vizeadmiral (Patrona).
Im Herbst 1853 erhielt Osman Pascha den Befehl über die Expedition, welche eine Ladung Kriegsmaterial (und Truppen) nach Batumi überschiffen sollte, wurde jedoch vom russischen Admiral Nachimow am 30. November bei Sinope überfallen. Seine (auch ägyptische Kriegsschiffe umfassende) Flottille wurde zerstört, er selbst (am Fuß) verwundet und gefangen nach Sewastopol bzw. Odessa abgeführt. Der Friede von Paris (30. März 1856) gab ihm die Freiheit wieder und er wurde Mitglied des Admiralitätsrates.

## Nachkommen
Osmans Sohn Ahmet (Ahmed) Bey wurde ebenfalls Seeoffizier und Schiffskapitän, Osmans Enkel Osman Emin Ahmed (1858–1890) wurde Konteradmiral (Mirliva).